# Verfluchtes Amsterdam
Verfluchtes Amsterdam (Originaltitel: Amsterdamned) ist ein niederländischer Actionthriller mit Horrorelementen aus dem Jahre 1988.  Inszeniert wurde er von Dick Maas, der 1983 mit dem Film Fahrstuhl des Grauens bekannt wurde und später die Flodder-Reihe schuf. Die Hauptrollen spielen Huub Stapel, der ebenfalls aus Flodder bekannt ist, und Monique van de Ven, die 1973 erfolgreich in Paul Verhoevens Film Türkische Früchte debütierte.

## Handlung
Auf einer sommerlichen Sight-Seeing-Tour durch die Grachten von Amsterdam werden die Touristen eines Ausflugsbootes mit einer kopfüber von einer Brücke herabhängenden Leiche einer Prostituierten konfrontiert, die auf brutalste Weise ermordet wurde. Die einzige Zeugin, eine Stadtstreicherin, bezeichnet den Täter in der Polizeivernehmung als „Monster“ in Schwarz mit Klauen und großen Füßen.
Der zuständige Inspektor Eric Visser wirkt vom Äußeren her eher leger. Gemeinsam mit seinem etwas tollpatschigen und immer wieder vom Pech verfolgten Kollegen Hans Vermeer und seinem alten Freund John van Beggeren, der als Taucher von der Wasserschutzpolizei die Ermittlungen unterstützt, macht er sich auf die Suche nach dem Wahnsinnigen. Als weitere Morde geschehen, u. a. an zwei Umweltaktivisten und einer Mitarbeiterin der Heilsarmee, legen Indizien den Verdacht nahe, dass der Täter aus Taucherkreisen stammen könnte.
Visser beginnt im größten örtlichen Taucherclub zu ermitteln und lernt dabei die schöne Laura sowie ihren Freund und Psychiater Ruysdael kennen, der aber selbst kein aktiver Taucher mehr ist, seitdem sein Freund vor drei Jahren dabei einen Unfall erlitt, was er aber Eric in einem Gespräch zunächst verheimlicht und davon spricht, mit seiner Praxis zu viel zu tun zu haben. Während sich Eric und Laura im weiteren Handlungsverlauf privat näher kennenlernen, versucht Erics Teenager-Tochter Anneke auf den Spuren des Vaters zu wandeln und mithilfe ihres Schulfreundes Willy den Täter aufzuspüren; dabei kommen die beiden diesem gefährlich nahe.
Nach einem weiteren Mord an einer sich in einem Schlauchboot sonnenden jungen Frau und dem Ausbleiben von Resultaten wird Visser von seinem Chef noch stärker unter Druck gesetzt, der seinerseits vom Bürgermeister gedrängt wird, den Fall aufzuklären. Jener erkundigt sich schon beim Polizeipräsidenten nach einem Nachfolger für Visser. Ein erster Fahndungserfolg in der Festnahme eines Mannes, auf den das Täterprofil zutrifft, stellt sich ein. Doch Erik glaubt nach einem intensiven Verhör nicht an dessen Schuld.
In der Nacht nach der Verhaftung des vermeintlichen Täters, die Eric, dem Fahndungserfolg misstrauend, Trost suchend bei Laura verbringt, geschieht ein weiterer Mord an einem trunkenen Hausbootbesitzer, dessen Boot der Täter mit roher Gewalt zum Untergehen bringt. Als am nächsten Morgen John, der das gesunkene Bootswrack des Opfers auf Indizien untersucht, ebenfalls brutal vom Täter ermordet wird, glaubt Vermeer, den Killer in einer Schleuse in der Falle zu haben, aus der dieser jedoch durch einen Trick entkommen und in ein Bootshaus flüchten kann. Von Visser dort aufgespürt, flieht der Killer mit einem Rennboot. Eric folgt mit einem zweiten und es schließt sich eine spektakuläre Verfolgungsjagd durch die Grachten der holländischen Hauptstadt an. Das „Monster“ kann mit seinem Boot schließlich einem Tankschiff nicht mehr ausweichen, sich aber in die Kanalisation retten. Visser wird bei der weiteren Verfolgung von dessen Harpune verletzt und kann mit letzter Kraft auf ihn schießen, fällt dann aber in Ohnmacht. Stunden später erwacht Eric im Krankenhaus und blickt in Lauras Augen, auch Vermeer ist anwesend. Zur Förderung der Heilung wird Eric vom Arzt für weitere zwölf Stunden aus dem Verkehr gezogen.
Währenddessen findet Laura durch Zufall in Ruysdaels Haus die kürzlich benutzten Tauchutensilien des „Monsters“ und – fest überzeugt, dass ihr Therapeut der Täter ist – versucht sie Eric im Krankenhaus telefonisch zu informieren, welcher jedoch noch sediert ist, als Ruysdael schon zu Hause eintrifft. Laura kann ihn wenig später im Bootshaus überwältigen, wird dann aber ihrerseits vom echten Killer angegriffen. Buchstäblich im letzten Moment verpasst der herbeigeeilte Visser dem Täter einen Streifschuss, worauf dieser von Laura ablässt und erneut entkommt.
Ruysdael klärt Eric und Laura auf: Bei dem „Monster“ handelt es sich um einen Jugendfreund und ehemaligen Berufstaucher. Etwa drei Jahre zuvor, bei einem eigentlich routinemäßigen Arbeitseinsatz, musste er unwissend Fässer mit der giftigen Chemikalie Uranhexafluorid bergen. Eines war wohl unter Wasser zerborsten; dies hatte unkontrollierbare Mutationen zur Folge, auch im Gehirn des Tauchers. Er benahm sich immer seltsamer und Ruysdael hoffte, seinem Freund wieder zur Normalität verhelfen zu können – sowohl mit den Sitzungen als auch mit der erbetenen Taucherausrüstung.
Als Visser und sein Polizeikollege schließlich die Wohnung des entstellten Tauchers stürmen, ist es Augenblicke zu spät: Das verletzte „Monster“ richtete sich selbst mit einem Pfeil aus seiner Harpune.

## Trivia
- Verfluchtes Amsterdam gilt als einer der kommerziell erfolgreichsten niederländischen Filme. Er gehört zu den 100 erfolgreichsten in Deutschland gezeigten Filmen im Kinojahr 1988. Laut Media Control haben ihn 145.617 Zuschauer gesehen.[2]
- Höhepunkt des Filmes ist die spektakuläre und aufwendige Motorboot-Verfolgungsjagd durch die Grachten von Amsterdam. Dabei gelang dem britischen Stuntman Nick Gillard mit einem Rennboot ein 67-Meter-Sprung über zwei Brücken. Für diesen Rekordsprung, mit dem er seinen 1973 beim James-Bond-Film Leben und sterben lassen aufgestellten Rekord übertraf, erhielt er einen Eintrag im Guinness-Buch der Rekorde.[3] Inspiration dafür war der 1971 gedrehte Film Die Ratten von Amsterdam mit dessen Bootsjagd, wobei neben dem Handlungsort auch noch dieselbe Farbgebung der Boote für Verfluchtes Amsterdam übernommen wurde.
- Gedreht wurde die Verfolgungsjagd sowohl in Amsterdam als auch im benachbarten Utrecht in der Oudegracht, da nur hier niedrige Kais zu finden waren. Sie dienten als Kulisse für einen „Landabstecher“ beider Boote, als diese – um ein Hindernis zu umfahren – durch mehrere Tische und Stühle pflügen.
- Bei den Dreharbeiten für die Bootsjagd fuhr Huub Stapel gegen eine Mauer und verletzte sich dabei so stark, dass die Dreharbeiten für drei Wochen pausieren mussten.
- Während der Bootsjagd kommt den Akteuren ein Kahn mit einer Blaskapelle entgegen. Beim Dirigenten der Bläser handelt es sich um den Regisseur Bert Haanstra, der 1958 den Film …und die Musik bläst dazu inszeniert hat, in dem Bands auf Booten eine besondere Rolle spielten.

## Kritiken
Die Kritiken zu diesem Film waren sehr gemischt. Die Zeitschrift Cinema schätzt: „Guter Suspense, sonst flach wie das Land“ und meint, der Film wirke heute ein wenig angejahrt, lobte aber die „originelle Speedboat-Verfolgungsjagd“. Das Lexikon des Internationalen Films sah einen „Kriminalreißer, der mit einigem Tempo die Versatzstücke des Genres aufbereitet“. Dagegen wurde die „Brutalität einzelner Szenen und des aufgesetzten, billig-psychologisierenden Schlusses“ bemängelt.
Prisma lobte den Regisseur, der „einen Thriller der Hitchcock'schen Art mit einigen derben Ekeleffekten und wirklich atemberaubenden Verfolgungsjagden durch die Amsterdamer Grachtenwelt“ inszenierte. Er habe mit diesem Werk bewiesen, „dass der niederländische Film durchaus internationales Niveau besitzt“.